# Кайо (Уелс)
Ка̀йо (на английски: Caio; на уелски: Caeo) е село в Южен Уелс, графство Кармартъншър. Разположен е около мястото на вливането на реките Анел и Нант Врена на около 120 km на северозапад от столицата Кардиф. На около 40 km на юг от Кайо се намира главният административен център на графството Кармартън. На около 60 km на юг от Кайо се намира най-големият град в графството Ланели. Населението му е около 1000 жители.